# Johannes Mayer (General)
Johannes Mayer (* 6. September 1893 in Stepenitz, Pritzwalk; † 7. August 1963 in Hamburg) war ein deutscher General der Infanterie im Zweiten Weltkrieg.

## Leben
Johannes Mayer wurde als Sohn eines Pastors geboren. Er besuchte das Gymnasium Schulpforta, wo er sein Abitur als Klassenbester ablegte. Anschließend nahm er ein Studium der Theologie auf.
Mit Beginn des Ersten Weltkrieges meldete er sich als Kriegsfreiwilliger beim Infanterie-Regiment „Prinz Moritz von Anhalt-Dessau“ (5. Pommersches) Nr. 42. Mayer wurde am 5. November 1915 zum Leutnant (mit Patent vom 23. März 1914) befördert und nahm an den Kämpfen in Frankreich, Russland, Mazedonien und Rumänien teil, zuletzt als Oberleutnant und Regiments-Adjutant. Aufgrund persönlicher Tapferkeit wurde er mit dem Eisernen Kreuz II. und I. Klasse ausgezeichnet.
Nach dem Krieg wurde Mayer in die Reichswehr übernommen und 1928 zum Hauptmann befördert, unterbrach jedoch seinen Truppendienst, um Volkswirtschaftslehre an der Universität Greifswald zu studieren. Er beendete das Studium mit der Promotion zum Dr. rer. pol., wurde anschließend zur Technischen Universität Charlottenburg kommandiert, wo er ebenfalls zum Dr. Ing. promovierte. Anschließend arbeitete Mayer in Industriebetrieben und im Waffenamt, bis er 1932 zur Truppe zurückkehrte.
1935 wurde Mayer als Major Taktiklehrer an der Kriegsschule in Potsdam. Am 1. Oktober 1937 zum Oberstleutnant befördert übernahm er am 10. November 1938 das Kommando über das I. Bataillon des Infanterie-Regiments 65 in Delmenhorst und rückte 1939 mit einem Luftlande-Bataillon zu Beginn des Zweiten Weltkriegs ins Feld. Am 6. Februar 1940 wurde Mayer als Oberst Kommandeur des neuaufgestellten Infanterie-Regiments 501 und nahm am Frankreich-Feldzug teil. Das Regiment zeichnete sich beim Durchbruch durch die Weygand-Linie und bei der Einnahme von Soissons aus. Danach gelangte Mayer mit der 290. Infanterie-Division an die Ostfront und erhielt als erster Soldat der Division am 13. September 1941 das Ritterkreuz des Eisernen Kreuzes. 1942 führte er eine Schneeschuh-Kampfgruppe, die südlich Staraja Russa operierte. Am 27. März 1942 übernahm Johannes Mayer die Führung der 329. Infanterie-Division, die sich bei der Öffnung des Kessels von Demjansk und den Abwehrkämpfen südlich des Ilmensees besonders bewährte.
Am 1. April 1942 wurde Johannes Mayer zum Generalmajor und am 1. Februar 1943 zum Generalleutnant ernannt.
Bis zu seiner Verwundung im Juli 1944 führte er seine Division mit großem Geschick und galt als mit seinen Soldaten besonders verbundener Kommandeur. Aufgrund seiner Verdienste erhielt er am 13. April 1944 als 453. Soldat das Eichenlaub und am 23. August 1944 als 89. Soldat die Schwerter zum Ritterkreuz des Eisernen Kreuzes.
Nach seiner Genesung wurde Johannes Mayer unter Beförderung zum General der Infanterie Kommandeur des II. Armee-Korps und trotz noch unvollständiger Genesung in den Kurlandkessel eingeflogen, bis er aufgrund seines verschlechterten Gesundheitszustands im April 1945 in ein Heimatlazarett überführt werden musste und zur Führerreserve des OKW versetzt wurde.
Nach dem Krieg war er als Ingenieur in einem Industriebetrieb tätig.

## Schriften
- Preisbildung und Preisprüfung in der Kriegswirtschaft. Hanseatische Verlagsanstalt, Hamburg 1937. (Schriften zur kriegswirtschaftlichen Forschung und Schulung)